# Piaski (województwo podkarpackie)
Piaski – wieś w Polsce położona w województwie podkarpackim, w powiecie jarosławskim, w gminie Radymno.
W latach 1975–1998 miejscowość administracyjnie należała do województwa przemyskiego.